# 茶臼山城 (備中国)
茶臼山城（ちゃうすやまじょう）は、備中国（岡山県小田郡矢掛町矢掛）にあった日本の城。

## 概要
毛利元就の四男、穂井田元清によって、山陽道の主要な町であった矢掛の東側に聳える茶臼山に作られた城で、当時の主敵であった織田氏・宇喜多氏への備えとして東側の防御に重点が置かれている。また、防衛拠点としての機能を重視していた中世山城（猿掛城）から、経済や統治を重視した平山城への移行期の城である。

## 構造
矢掛の街の東側にある標高114mの最頂部を主郭とし、事実上の本丸である鎮守丸、二の丸、三の丸を配した平山城で、山の南面には茶屋敷と呼ばれる郭や平時の政庁となる大手があった。城の西側には小田川が流れ、南面の大手には幅15m、全長600mに渡る堀を築き、枡形を備え、山陽道を西進してくる織田氏への備えを重視する広大な城であった。普請の中心となったのは備後国衆の湯浅将宗。
現在は「茶臼山文化の丘」と呼ばれ整備されている。公園化にともない発掘調査も行われ、瓶や皿等多くの遺物が出土している。また、城内には毛利氏との戦いで討死した庄高資のものと伝わる墓が存在している。

## 歴史
- 天正12年（1584年） - 毛利元清が民政充実のため茶臼山へ移城。しかし、翌年には安芸国桜尾城へと移動。
- 天正15年（1587年） - 豊臣秀吉が九州征伐に引き続いて文禄・慶長の役三度往復の途中に再三立ち寄った。
- 慶長5年（1600年） - 関ヶ原の戦いに西軍が敗れると、毛利氏は防長二州に押し込められ、茶臼山城も廃城となった。
- 昭和59年（1984年） - 矢掛町合併30周年記念として茶臼山文化の丘として整備される。